# Direktförsäljning
Direktförsäljning, eller direkthandel, är en aktiv försäljning till i första hand privatpersoner, som involverar en aktiv säljare. Direktförsäljaren söker personligen upp kunden och själva säljtillfället sker ofta i kundens miljö. 
Direktförsäljning sker vanligtvis genom demonstration och beskrivning av en säljare som helt enkelt kallas direktsäljare. Idag finns det många olika typer av produkter som säljs via direktförsäljning. Telefonförsäljning tillhör också direktförsäljning.
Även om direktförsäljning är en liten del av den totala handeln omsätter den i Sverige ca 2,2 miljarder kronor per år och engagerar 155 000 direktsäljare, av vilka majoriteten är kvinnor som bedriver sin direktförsäljningsverksamhet på deltid. De allra flesta direkthandelsföretag i Sverige finns samlade som medlemmar i paraplyföreningen Direct Selling Sweden och uppfyller därmed ett antal krav som föreningen ställer på sina medlemmar, bland annat att föreningens etiska regler.
Bland pionjärerna räknas företag som Singer, som började sälja symaskiner via direktförsäljning på 1800-talet.

## Direktförsäljning i Sverige[1]
- Avon Products är en global kosmetikajätte (omsättning ca 10 miljarder USD) inom direktförsäljning som grundades 1886 med verksamhet i 143 länder idag. Avon är noterat på New York-börsen, dock inte verksamt i Sverige sedan 1983.
- Direktförsäljning var Electrolux huvudsakliga försäljningsmetod i Sverige fram till 1950-talet och företagets expansion i Asien på 1980-talet var via direktförsäljning.
- Tupperware är ett känt fenomen inom direktförsäljning som på 1950-talet började marknadsföra plastprodukter via hempartyn. Företaget har idag mer än en miljon säljare i mer än 100 länder. Företaget är noterat på New York-börsen.
- Amway grundades 1959 och var banbrytande inom direktförsäljning organiserat via nätverksmarknadsföring.[2]
- Svenska Oriflame säljer kosmetika och hudvård via direktförsäljning sedan 1967. Bolaget är noterat på Stockholmsbörsen, har verksamhet i 62 länder och en omsättning på ca 1,3 miljarder EUR årligen.[3]
- Amerikanska företaget Mary Kay är privatägt och grundades 1963 för att sälja hudvård och kosmetik via så kallade hudvårdsklasser. Mary Kay distribueras i Norden via familjeägda Lesley Cosmetics AB och har funnits i Sverige sedan 1993. Företaget omsätter årligen över 3,5 miljarder USD.